# Liesbeth Hermsen
Elisabeth Jacoba (Liesbeth) Hermsen (Muiden, 16 april 1895 - 8 december 1980) was een Nederlands verpleegkundige en verzetsstrijder tijdens de Tweede Wereldoorlog. Zij ontving postuum de onderscheiding Rechtvaardige onder de Volkeren van Yad Vashem.

## Verzetswerk
Hermsen volgde een opleiding tot verpleegster. Tijdens de Tweede Wereldoorlog had zij een rusthuis in Den Haag. Daar verbleven zes Joodse vrouwen en de niet-Joodse Rie Polak-Mair.
Op 16 februari 1944 werd in Amsterdam een Joodse man aangehouden. Bij zijn verhoor gaf hij namen van familieleden en onderduikadressen prijs en op 18 februari werden verscheidene personen gearresteerd. Als gevolg daarvan werd het adres van de zes Joodse vrouwen verraden. Op 24 februari volgde een inval van de politie in het rusthuis van Liesbeth Hermsen. Liesbeth Hermsen, Rie Polak-Mair en de zes Joodse vrouwen werden gearresteerd en naar het Oranjehotel in Scheveningen overgebracht. De Joodse vrouwen werden via Kamp Westerbork naar Auschwitz weggevoerd en vergast. Liesbeth Hermsen en Rie Polak-Mair gingen naar Kamp Vught en werden in september 1944 naar Ravensbrück gedeporteerd; een maand later werden zij geselecteerd voor het Agfacommando, een buitencommando van concentratiekamp Dachau in München-Giesing.
Eind 1944 brak in het Agfacommando tuberculose uit en werd in het basiskamp Dachau een vrouwenziekenhuisje ingericht. In februari 1945 werd Hermsen naar het basiskamp overgeplaatst en werd hoofd van het vrouwenziekenhuisje, terwijl ze zelf ook ziek was. Toen in april 1945 het kamp in München-Giesing ontruimd werd en de gevangenen op dodenmars gingen, bleven ongeveer tien zieke Nederlandse vrouwen van het Agfacommando achter in het basiskamp. Zij werden verzorgd door Liesbeth Hermsen en Jo Goos.
Op 29 april 1945 bereikten de geallieerden het kamp en werden de gevangenen bevrijd. Omdat Hermsen aan vlektyphus leed, kon ze niet direct gerepatrieerd worden en bleef ze tot 27 mei 1945 in Dachau.

## Onderscheiding
Liesbeth Hermsen ontving postuum van Yad Vashem de onderscheiding Rechtvaardige onder de Volkeren.